# Дејвид Бити
Дејвид Ричард Бити, 1. гроф Бити (енгл. David Richard Beatty, 1st Earl Beatty; Нантвич, 17. јануар 1871 — Лондон, 12. март 1936) је био адмирал флоте британске Краљевске морнарице. Пошто је служио у Махдистичком рату и затим у британској реакцији на Боксерски устанак, командовао је 1. ескадром бојних крсташа у бици код Јиланда 1916 , тактички нерешеног окршаја, након ког је његов агресиван приступ упоређиван са опрезом његовог команданта адмирал сера Џона Џеликоа. Упамћен је по свом коментару током битке „чини се да данас нешто није у реду са нашим проклетим бродовима“, кад су два његова брода експлодирала. Касније током Првог светског рата је наследио Џеликоа на месту врховног команданта Велике флоте, у ком својству је примио предају немачке флоте високог мора на крају рата. Затим је служио у дугом мандату као Први лорд мора и у том својству је учествовао у склапању Вашинтронског поморског споразума из 1922. у којој је договорено да САД, Уједињено Краљевство и Јапан ограниче своје ратне морнарице у односу 5:5:3, док би Француска и Италија одржавале мање флоте.